# Procerodes plebeia
Procerodes plebeia är en plattmaskart som först beskrevs av Schmidt 1861.  Procerodes plebeia ingår i släktet Procerodes och familjen Procerodidae. Inga underarter finns listade i Catalogue of Life.